# Pleurothallis platysepala
Pleurothallis platysepala är en orkidéart som beskrevs av Rudolf Schlechter. Pleurothallis platysepala ingår i släktet Pleurothallis och familjen orkidéer. Inga underarter finns listade i Catalogue of Life.